# Torrenueva (kommunhuvudort)
Torrenueva är en kommunhuvudort i Spanien.   Den ligger i provinsen Provincia de Ciudad Real och regionen Kastilien-La Mancha, i den centrala delen av landet, 200 km söder om huvudstaden Madrid. Torrenueva ligger 734 meter över havet och antalet invånare är 3 075.
Terrängen runt Torrenueva är platt. Runt Torrenueva är det mycket glesbefolkat, med 3 invånare per kvadratkilometer. Närmaste större samhälle är Valdepeñas, 13,7 km norr om Torrenueva. Omgivningarna runt Torrenueva är i huvudsak ett öppet busklandskap.